# Starbuck (band)
Starbuck was een Amerikaanse rockband uit Atlanta.

## Bezetting
- Bruce Blackman (toetsen, zang)
- David Snavely (drums, percussie)
- Bo Wagner (marimba)
- Johnny Walker (gitaar)
- Elgin Wells
- Sloan Hayes (toetsen)
- David Shaver (toetsen)

- Jimmy Cobb (basgitaar)
- Tommy Strain (gitaar)
- Ron Norris (zang, gitaar)
- Kenny Crysler (drums)
- Darryl Kutz (zang, gitaar, mondharmonica)
- Bob Gauthier
- John Fristoe (zang, gitaar)

## Geschiedenis
Starbuck werd opgericht in 1974 door toetsenist/zanger/plaatproducent Bruce Blackman en marimba-speler Bo Wagner. Beiden en de gitarist Johnny Walker, hadden eerder succes met de sunshine pop-band Eternity's Children en scoorden in de zomer van 1968 een Billboard Hot 100-hit met Mrs. Bluebird.
Starbucks debuutsingle Moonlight Feels Right bereikte in 1976 de 3e plaats in de Billboard Hot 100 singlehitlijst. Alhoewel de band nooit het succes van hun debuut kon evenaren, konden diverse songs zich plaatsen in de hitlijst en hun in 1977 uitgebracht nummer Everybody Be Dancin' bereikte zelfs de 38e plaats.
Van 1976 tot 1980 toerde de band met populaire bands van dit tijdperk, waaronder het Electric Light Orchestra, KC and The Sunshine Band, Hall & Oates en Boston. Ze traden op in de tv-shows The Midnight Special, American Bandstand, The Merv Griffin Show, Dinah!, The Mike Douglas Show en Solid Gold.
De band werd tijdens de jaren 1980 voor een korte tijd bekend als Korona en scoorde een Hot 100-hit met Let Me Be (1980), die een 43e plaats haalde in april.
In juli 2013 traden een aantal oud-leden van Starbuck, waaronder Blackman, Wagner, gitarist Tommy Strain, keyboarders Sloan Hayes en David Shaver, bassist Jimmy Cobb en drummer Kenny Crysler, op in Chastain Park in Atlanta. De band werd nog eens herenigd voor hun laatste optreden in augustus 2016 met dezelfde bezetting als bij hun eerdere reünie-concert in 2013.
Leadzanger Blackman werd ingewijd in de Mississippi Writer's Garden in april 2014. Robert 'Bo' Wagner overleed op 20 juni 2017 in Santa Monica op 72-jarige leeftijd.

## Discografie

### Singles
- 1976:	Moonlight Feels Right
- 1976: I Got to Know
- 1976: Lucky Man
- 1977:	Everybody Be Dancin'
- 1978:	Searching for a Thrill

### Albums
- 1976:	Moonlight Feels Right
- 1977:	Rock'n Roll Rocket
- 1978:	Searching for a Thrill